# Interrogatoire (médecine)
Pour l’article homonyme, voir interrogatoire.
Ne doit pas être confondu avec Anamnèse (médecine).
En médecine, l'interrogatoire est le moment où l'on interroge le patient au début de la consultation pour recueillir certaines informations.
Les questions ont pour sujets :
- les renseignement administratif (nom, prénom, sexe, date de naissance, lieu de naissance, médecin traitant) ;
- les antécédents personnels :
  - chirurgicaux,
  - gynécologique,
  - allergiques,
  - médicaux ;
- les antécédents familiaux ;
- les habitudes et le mode de vie ;
- les traitements médicaux actuels ;
- l'histoire de la maladie.